# Channarayapatna
Channarayapatna es una ciudad de la India en el distrito de Hassan, estado de Karnataka.

## Geografía
Se encuentra a una altitud de 856 m s. n. m. a 149 km de la capital estatal, Bangalore, en la zona horaria UTC +5:30.

## Demografía
Según estimación 2011 contaba con una población de 43 952 habitantes.